# Gedung Wani Timur
Gedung Wani Timur is een bestuurslaag in het regentschap Lampung Timur van de provincie Lampung, Indonesië. Gedung Wani Timur telt 2324 inwoners (volkstelling 2010).